# Джефф Чандлер
Джефф Чандлер (англ. Jeff Chandler, при рождении Айра Гроссель (Ira Grossel); 15 декабря 1918 — 17 июня 1961) — американский актёр, номинант на премию «Оскар» в 1951 году.

## Биография
Родился в бедной еврейской семье в Бруклине. В юности подрабатывал в ресторане своего отца, чтобы накопить денег на актёрские курсы в Школе драматического искусства им. Фейгина в Нью-Йорке. Играть на сцене он начал в 1939 году в местных театральных постановках, а с началом Второй Мировой войны вступил в ряды армии США. Основная его служба проходила на Алеутских островах, и к концу войны он имел уже звание лейтенанта. После окончания войны Чандлер обосновался в Лос-Анджелесе, где работал в качестве диктора на радио, прежде чем в 1947 году дебютировал на большом экране в фильме «Джонни О’Клок». Популярность к нему пришла в 1950 году после роли в вестерне «Сломанная стрела», за которую он был номинирован на «Оскар».
В дальнейшем он сыграл в таких фильмах, как «Брошенная» (1949), «Эбботт и Костелло в Иностранном легионе» (1950), «Железный человек» (1951), «Из-за тебя» (1952), «Битва на перевале апачей» (1952), «К востоку от Суматры» (1953), «Знак язычника» (1954), «Женщина на пляже» (1955), «Столпы небес» (1956), «Джинн Иглс» (1957), «Порванное платье» (1957), «Холодный ветер в Эдеме» (1958), «Гром под солнцем» (1959) и «История Давида» (1960).
В 1946 году Чандлер женился на актрисе Марджори Хошель, которая родила ему двух дочерей. Пара несколько раз расходилась, окончательно завершив брак в 1957 году, после романа Чандлера с Эстер Уильямс. В дальнейшем у него были романы с актрисами Глорией Дехейвен и Энн Шеридан.
Чандлер любил подчеркивать своё еврейское происхождение и оказывать общественную поддержку Израилю. Когда он сделал это в 1956 году во время Суэцкого кризиса, власти Объединённой Арабской Республики добились запрета на показ его фильмов в ряде арабских стран.
В апреле 1961 году на съёмках на Филиппинах фильма «Мародеры Меррилла» Чандлер повредил спину, играя в бейсбол с солдатами спецназа армии США, которые снимались в массовке. Чтобы завершить съемки ему делали обезболивающие уколы, а после возвращения в США в мае того же года он был госпитализирован с межпозвоночной грыжей. У актёра были серьёзные осложнения — артерия была повреждена и начались кровотечения. Были проведены три операции, однако 17 июня 1961 года Чандлер скончался от инфекции крови, осложненной пневмонией. На похоронах актёра, проходивших в Калвер-Сити, присутствовали около 1500 человек. За свой вклад в киноиндустрию США Чандлер удостоен звезды на Голливудской аллее славы.